# Malá Magura

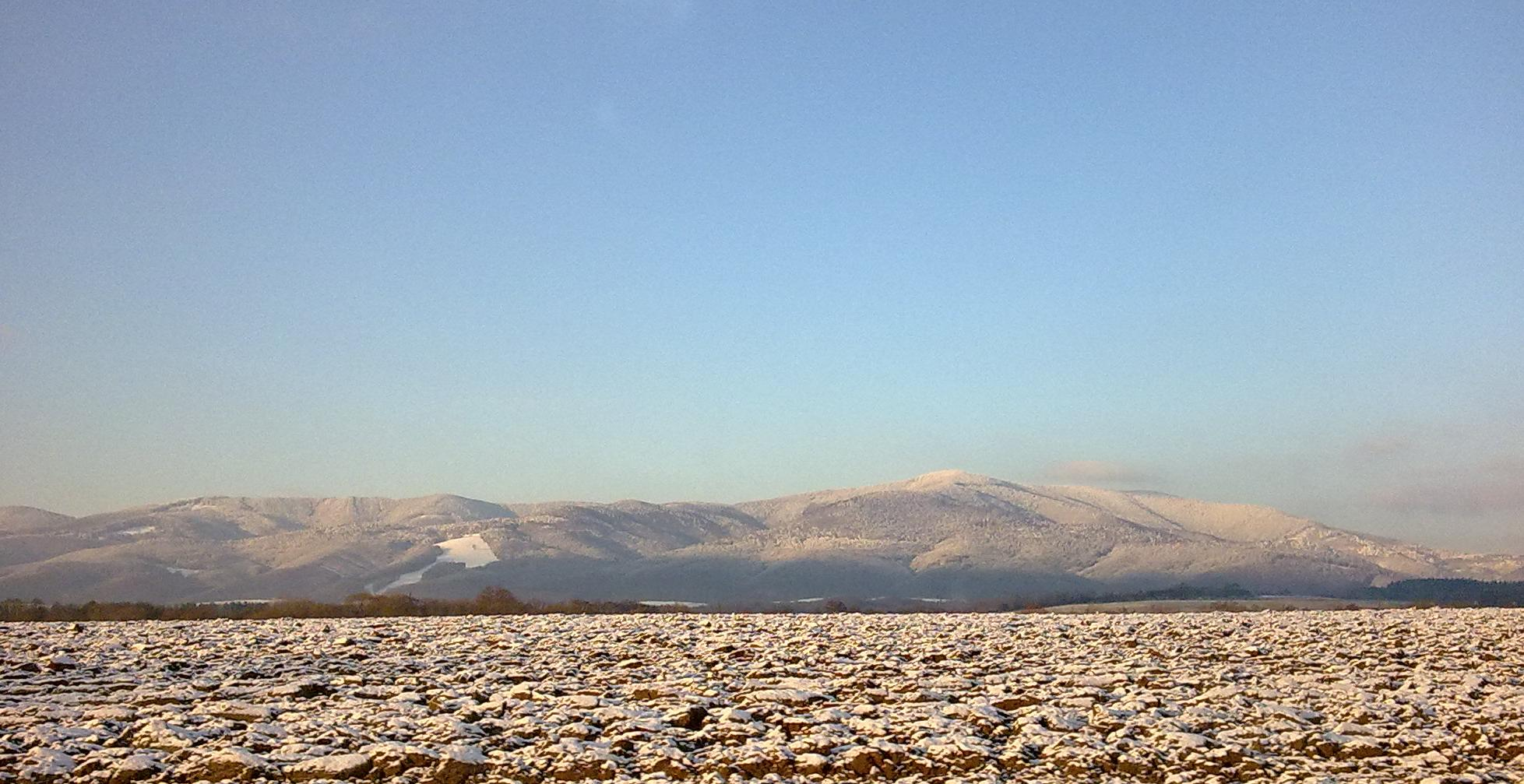
Malá Magura od strony wschodniej

Malá Magura (pol. Mała Magura) – niewielka, dobrze wyodrębniająca się grupa górska, o charakterze krótkiego pasma, w Górach Strażowskich w zachodniej Słowacji. Najwyższym szczytem jest usytuowana w północnej części pasma Magura (1141 m n.p.m.).

## Położenie
Malá Magura stanowi południowo-wschodnią część Gór Strażowskich. Na północy poprzez przełęcz Obšiar (776 m n.p.m.) łączy się z największą jednostką geomorfologiczną Gór Strażowskich, jaką jest Zliechovská hornatina. Od zachodu grupę ogranicza dolina Nitricy, tworząca niżej Kotlinę Rudniańską, zaś od wschodu Prievidzská kotlina - obie będące częściami Kotliny Górnonitrzańskiej.
Cała grupa znajduje się w granicach powiatu Prievidza.

## Charakterystyka
Krótkie, stosunkowo zwarte pasmo, biegnące od wspomnianej wyżej przełęczy Obšiar w kierunku południowo – południowo-wschodnim, ma długość ok. 13 km i szerokość maksymalną ok. 6,5 km. Od głównego grzbietu, w północnej części wysokiego i dość wyrównanego, w południowej niższego i rozdzielonego głęboką przełęczą Šutovské sedlo (529 m n.p.m.), odchodzą w obu kierunkach krótkie, masywne, często rozczłonkowane i rozdzielane głębokimi dolinkami grzbiety boczne. Spływające nimi potoki są dopływami Nitricy (po stronie zachodniej) i Nitry (po stronie wschodniej). Najwyższe wzniesienia grupy leżą głównym grzbiecie, są to (licząc od północy): Malá Magura (1101 m n.p.m.), Magura (1141 m n.p.m.), Boškovie laz (935 m n.p.m.). Na południe od przełęczy Šutovské sedlo (529 m n.p.m.) grzbiet zwęża się i szybko obniża, kończąc wzgórzami wysokości ok. 450 m n.p.m. na zachód od centrum Bojnic.

## Geologia
Prawie całe pasmo Małej Magury zbudowane jest ze skał magmowych (granity, granodioryty, w mniejszej części dioryty) i metamorficznych (gnejsy, łupki łyszczykowe i migmatyty). Jedynie masyw Temešskej skaly w północno-zachodniej części pasma zbudowany jest ze skał osadowych (wapieni, dolomitów i piaszczystych łupków). Z racji tej odmiennej budowy geologicznej geomorfologowie słowaccy zaliczają już ten masyw do jednostki Temešská vrchovina, włączanej do Zliechovskej hornatiny.

## Przyroda i jej ochrona
Prawie całe pasmo jest zalesione, jedynie w części południowo-zachodniej tereny rolnicze podchodzą prawie pod samo Šutovské sedlo. Północne stoki Temešskej skaly obejmuje rezerwat przyrody Temešská skala.